# NGC 212
NGC 212 là một thiên hà dạng hạt đậu nằm cách Hệ Mặt trời  khoảng 369 triệu năm ánh sáng trong chòm sao Phượng Hoàng. Nó được phát hiện vào ngày 28 tháng 10 năm 1834 bởi John Herschel.